# Pałac w Stuble
Pałac w Stuble – nieistniejąca letnia rezydencja Krzysztofa Dunina Karwickiego, generała-lejtnanta wojsk koronnych i jego żony Franciszki z Małachowskich, kanclerzanki wielkiej koronnej.

## Architektura
Mały pałac wzniesiony został pod koniec XVIII w. na skraju stromej skarpy, przez architekta, który zaprojektował również pałac w Mizoczu. Parterowy i murowany pałac miał kilkanaście metrów długości i szerokości. Przy pałacu stały dwie obszerne oficyny.

## Park
Przy pałacu znajdował się park spacerowy założony pod koniec XVIII w. przez słynnego ogrodnika Dionizego Miklera, twórcę parków i ogrodów na Wołyniu i Podolu.